# Centúúm jezik
Centúúm jezik (ISO 639-3: cet; isto i Cen Tuum), izolirani jezik kojim još govori oko 200 ljudi (Crozier and Blench 1992) na području nigerijske države Bauchi u podrulju lokalne samouprave Balanga.
Govore ga jopš jedino starije odrasle osobe

## Vanjske poveznice
- [ Ethnologue (14th)]
- [ Ethnologue (15th)]